# Stoc de coc
Stoc de coc (en francès Coke en stock) és el dinovè àlbum de Les aventures de Tintín i Milú creat per Hergé el 1958.

## Argument
Sortint del cinema, en Tintín i el capità Haddock es troben el general Alcázar. De tornada al castell del Molí, descobreixen que un altre conegut, l'emir de Khemed, Mohammed Ben Kalish Ezab, ha estat derrocat pel seu enemic, el xeic Bab El Ehr, i l'emir ha enviat el seu fill, Abdallah, al castell del Molí perquè hi estigui segur. Seguidament els policies Dupond i Dupont expliquen a en Tintín i al capità que el general Alcázar vol comprar un avió militar a J. M. Dawson, qui també ha venut avions a Bab El Ehr.
En Tintín, en Milú i el capità Haddock viatgen fins a Khemed per a retornar el control del país a l'emir, però en Dawson, que ja se n'ha assabentat, col·loca una bomba a l'avió per a matar-los.

## Història
Per a l'argument de Stoc de coc, Hergé es va inspirar després de llegir un article sobre el comerç àrab d'esclaus, en què s'explicava que pelegrins africans amb direcció a la Meca eren capturats durant el viatge per a servir d'esclaus. Hergé va incloure una referència a aquest tràfic d'esclaus al nom de l'àlbum: els negrers feien servir "cóc" com a codi per a referir-se als esclaus.
Abans d'escriure la història, Hergé havia llegit Balzac et son monde, un llibre del 1995 escrit pel seu amic Félicien Marceau. Intrigat per l'obra d'Honoré de Balzac, A Hergé li va cridar l'atenció la manera com Balzac reutilitzava personatges en les seves històries, i va dur aquesta pràctica a Stoc de coc, àlbum en què tornen a aparèixer una bona selecció de personatges de Les aventures de Tintín. També es presenta un nou personatge, el pilot Piotr Szut, que torna a aparèixer a Vol 714 a Sidney.
Per a aconseguir il·lustrar fidelment el vaixell Ramona, Hergé i la seva mà dreta, Bob de Moor, van viatjar a bord del vaixell de càrrega suec Reine Astrid, en una ruta entre Anvers i Göteborg durant la qual van fer fotografies i esbossos. Hergé també havia recollit retalls de premsa amb fotografies del iot Christina O, propietat de l'armador grec Aristotelis Onassis, que va fer servir com a model per al vaixell de Rastapopoulos, el Sharazada. Roger Leloup va dibuixar els avions, cotxes i maquinària que aparixen a l'àlbum. La il·lustració del palau ocult de l'emir es basa en l'Al-Khazneh de Petra (Jordània) que havia vist fotografiat en un número de la revista National Geographic.
La història reflecteix l'interès creixent d'Hergé en l'art, perquè es veu una còpia de Le Canal du Loing, d'Alfred Sisley, al castell del Molí. També hi ha pintures de Pablo Picasso i de Joan Miró al vaixell de Rastapopoulos.
La serialització d'aquest episodi va començar a l'edició belga de la revista Tintín l'octubre del 1956, i el desembre del mateix any a l'edició francesa. Casterman en va publicar l'àlbum el 1958.